# Acquabianca
L'Acquabianca è un piccolo fiume della provincia di Avellino, nel comune di Senerchia.

## Il corso del fiume
Nasce dai monti Picentini, attraversando il vallone Caccia, crea l'omonima cascata ed affluisce nel fiume Sele. Le sue sorgenti fanno parte dell'Oasi naturale Valle della Caccia e del Parco regionale Monti Picentini.

## Mulini
Lungo il suo corso sono presenti dei mulini in disuso, alcuni tramutati in attività ristorative.

## Itticoltura
Grazie alle sue acque incontaminate, sono presenti degli allevamenti di trote.